# Axel Adamietz
Axel Adamietz (* 1. Oktober 1947 in Arnsberg) ist ein deutscher Politiker, Rechtsanwalt und Notar in Bremen.
Er ist Präsident der Bremer Notarkammer, Vizepräsident der Hanseatischen Rechtsanwaltskammer, Vorsitzender des Vorstands der Hanseatischen Rechtsanwaltsversorgung Bremen. Seit 2002 ist Adamietz Honorarkonsul des Königreichs Marokko in Bremen.

## Politik
Von 1979 bis 1983 war Adamietz als Abgeordneter der Bremer Grünen Liste Mitglied der Bremischen Bürgerschaft, von 1991 bis 1995 als Abgeordneter der FDP. Von 1995 bis 1997 gehörte er dem FDP-Bundesvorstand an.
2011 trat er der Bremer und Bremerhavener Wählergemeinschaft (B+B) bei, für die er erfolglos auf Listenplatz 4 bei der Wahl für die Bremische Bürgerschaft 2011 kandidierte. Die B+B zog nicht in das Parlament ein.
| Personendaten    | Personendaten                                                    |
| ---------------- | ---------------------------------------------------------------- |
| NAME             | Adamietz, Axel                                                   |
| KURZBESCHREIBUNG | deutscher Politiker (FDP, BGL), Rechtsanwalt und Notar in Bremen |
| GEBURTSDATUM     | 1. Oktober 1947                                                  |
| GEBURTSORT       | Arnsberg                                                         |